# North Lanarkshire
North Lanarkshire (en escocés: North Lanrickshire; en gaélico escocés: Siorrachd Lannraig un Tuath) es un concejo de Escocia (Reino Unido). Limita al noreste con la ciudad de Glasgow y contiene la mayor parte de sus suburbios. También limita con los concejos de Stirling, Falkirk, East Dunbartonshire, West Lothian y South Lanarkshire. El concejo abarca parte de los antiguos condados de Lanarkshire, Dunbartonshire y Stirlingshire. Su sede administrativa se encuentra en la ciudad de Motherwell.
El área se formó en 1996 por la unión de los antiguos distritos de Cumbernauld and Kilsyth, Motherwell y Monklands de la antigua región de Strathclyde.

### Localidades con población (año 2016)
- Airdrie 37,410
- Allanton 1,150
- Auchinloch 720
- Bargeddie 2,960
- Bellshill 20,290
- Calderbank 1,600
- Caldercruix 2,450
- Carfin 3,190
- Chapelhall 6,690
- Chryston 3,000
- Cleland 3,130
- Coatbridge 43,960
- Croy 1,570
- Cumbernauld 50,920
- Dullatur 700
- Eastfield 970
- Gartcosh 2,200
- Glenboig 2,820
- Glenmavis 2,240
- Gowkthrapple 1,330
- Greengairs 510
- Harthill 2,620
- Holytown 5,160
- Kilsyth 10,080
- Moodiesburn 6,890
- Morningside 1,090
- Motherwell 32,590
- Muirhead 1,380
- Newarthill 6,360
- Newmains 5,480
- New Stevenston 5,660
- Overtown 2,010
- Plains 2,770
- Queenzieburn 520
- Salsburgh 1,350
- Shotts 8,570
- Stepps 7,450
- Viewpark 15,770
- Wattston 570
- Wishaw 30,290[5]